# Sussex (graafschap)

Vlag van Sussex

Sussex is een traditioneel graafschap in het zuiden van Engeland. Voor bestuurlijke doeleinden is het gesplitst in West Sussex, met Chichester als hoofdplaats en East Sussex, met Lewes als hoofdstad.

## Geografie
Het gebied van het huidige Sussex komt ruwweg overeen met die van het Angelsaksische koninkrijk. (zie het kopje Geschiedenis).
Sussex grenst ten noorden aan Surrey, in het noordoosten aan Kent, in het westen aan Hampshire en in het zuiden aan Het Kanaal.
Opvallend in het landschap is de heuvelrug van de South Downs. De heuvelrug loopt, in de richting van de kust, van west naar oost en is ongeveer 80 km lang. De gemiddelde hoogte bedraagt ongeveer 170 meter, met enkele uitschieters.
Ten noorden van de South Downs ligt Weald, vroeger geheel bedekt met bos. Hier werd vanaf de 17e eeuw veel hout gekapt ten behoeve van de ijzerindustrie, die belangrijk was voor de streek.
De kust, in de luwte van de heuvels, kent een mild klimaat, en heeft mooie zandstranden, waardoor het gebied aantrekkelijk is voor toeristen. Plaatsen als Brighton, Hastings, Eastbourne en Bognor Regis hebben zich ontwikkeld tot aantrekkelijke toeristenplaatsen.

## Geschiedenis
Tussen circa 480 en 820 was Sussex een onafhankelijk koninkrijk, daarna raakte het overvleugeld door Wessex. Zie koninkrijk Sussex voor een uitgebreidere beschrijving. Vanaf 895 kreeg Sussex te maken met voortdurende aanvallen door de Noormannen (Denen).
Tot de troonsbestijging van Knoet de Grote, ontstonden er twee grootmachten: het huis van Godwin, graaf van Wessex en de Normandiërs. Godwin was waarschijnlijk in Sussex geboren. Aan het eind van de regering Eduard de Belijder was een derde van het land in handen van zijn familie.
De Normandische invloed was al in Sussex sterk aanwezig voor de Normandische verovering door Willem de Veroveraar, via de Slag bij Hastings (1066). Het gebied was voor de Normandiërs van groot strategisch belang.

## Trivia
Sinds de bruiloft van Harry en Meghan dragen beiden nu de titel van hertog en hertogin van Sussex.
Bedfordshire · Berkshire · Buckinghamshire · Cambridgeshire · Cheshire · Cornwall · Cumberland · Derbyshire · Devon · Dorset · Durham · Essex · Gloucestershire · Hampshire · Herefordshire · Hertfordshire · Huntingdonshire · Kent · Lancashire · Lincolnshire · Leicestershire · Middlesex · Norfolk · Northamptonshire · Northumberland · Nottinghamshire · Oxfordshire · Rutland · Shropshire · Somerset · Staffordshire · Suffolk · Surrey · Sussex · Warwickshire · Westmorland · Wiltshire · Worcestershire · Yorkshire
Overig: Stedelijke en niet-stedelijke graafschappen · Traditionele graafschappen